# Rio Linda, Kalifornien
Rio Linda är en ort (CDP) i Sacramento County, i delstaten Kalifornien, USA. Enligt United States Census Bureau har orten en folkmängd på 15 106 invånare (2010) och en landarea på 25,7 km².